# Zwickyhaus

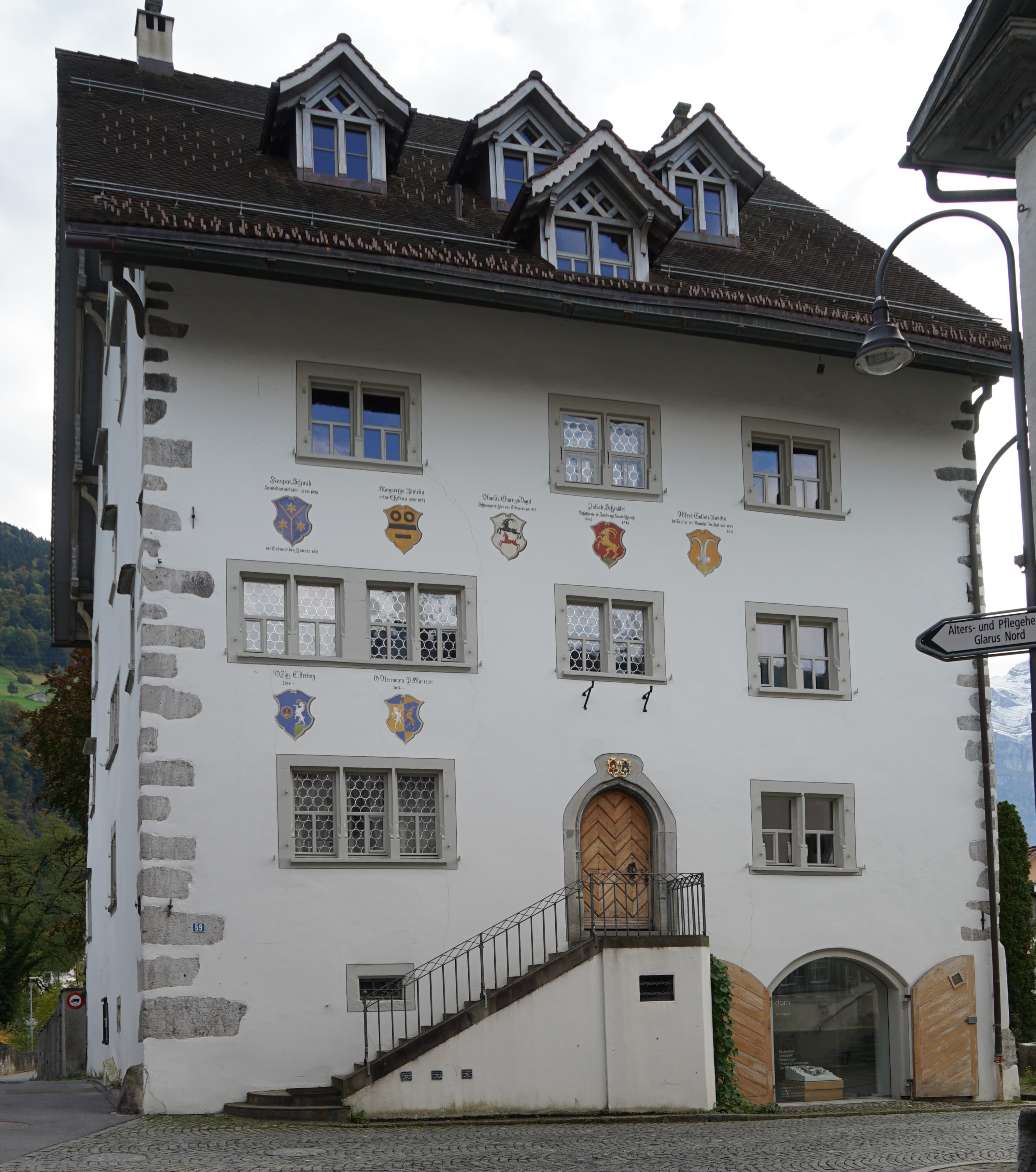
Nordfassade, 2024

Das Zwickyhaus in Mollis ist ein viergeschossiges Bürgerhaus in der Gemeinde Glarus Nord. Es wurde von 1621 bis 1623 «in der Tradition spätgotischer Wohnbauten» errichtet und ist ein Kulturgut von nationaler Bedeutung im Kanton Glarus.

## Lage

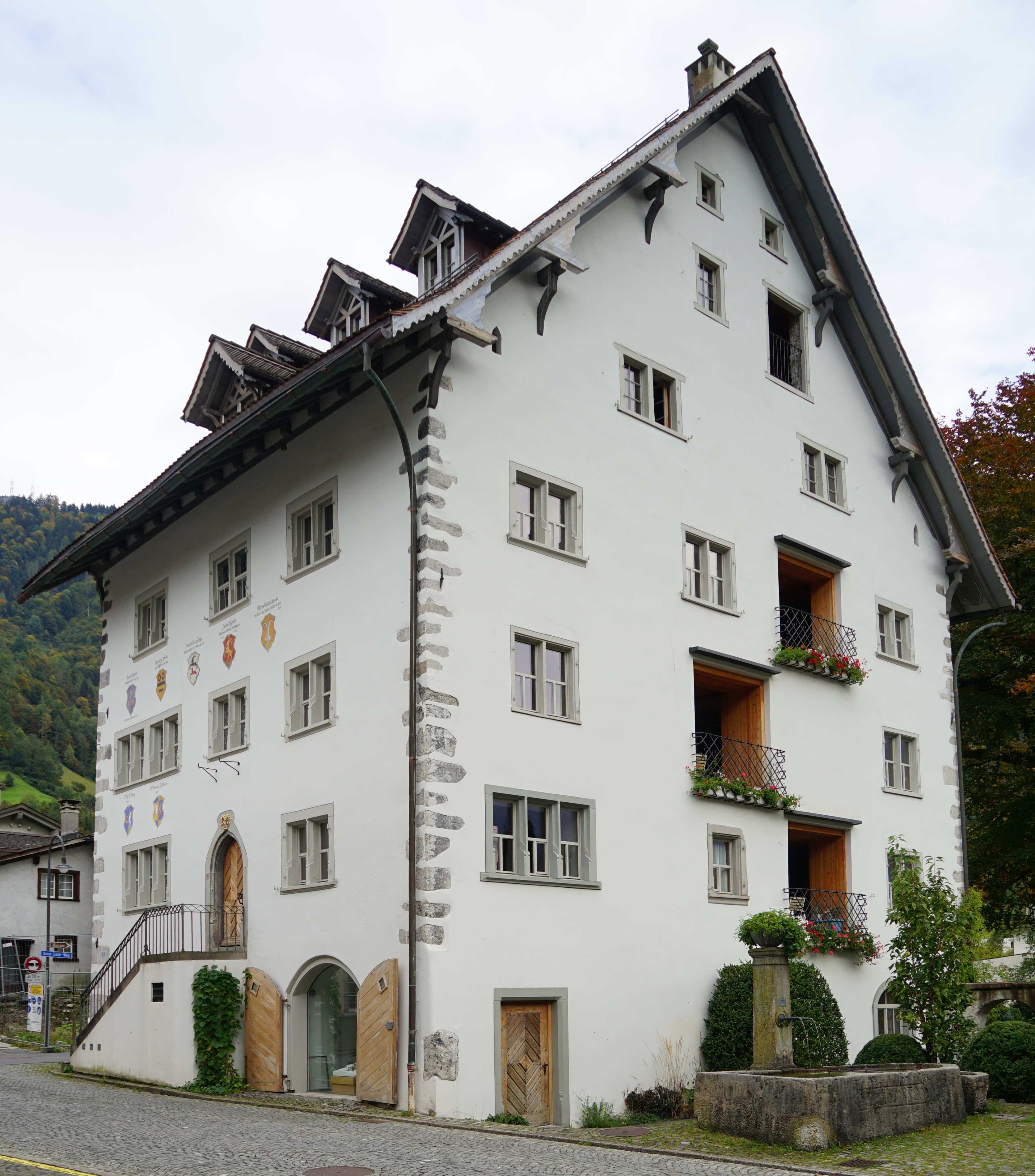
Ansicht von Nordwesten, 2024

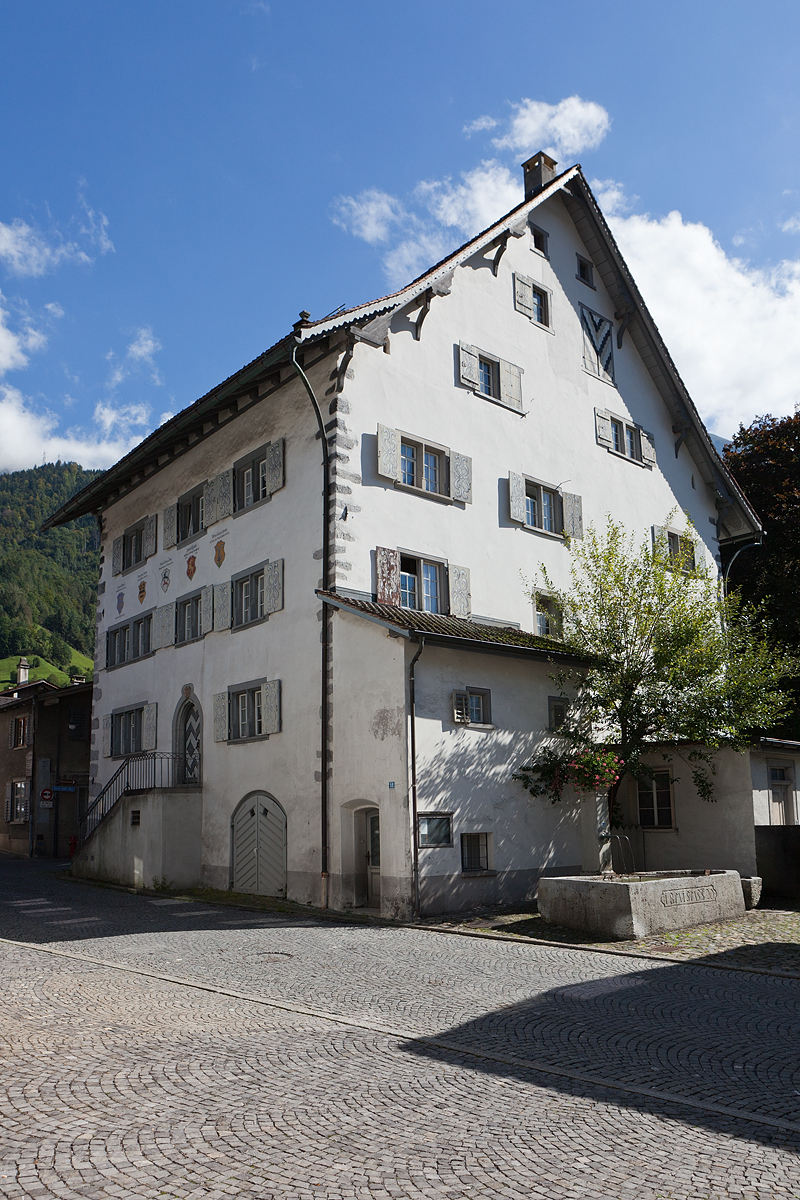
Ansicht vor dem Umbau, 2012

Das freistehende Gebäude in der «Vorderdorfstrasse 59» hat an der Kreuzung der ehemaligen Durchgangsstrasse eine «raumabschliessende Stellung». Westlich des Hauses steht der Kreuzgass-Brunnen von 1820, schräg gegenüber das Gasthaus «Bären», das zu den ältesten Gasthäusern des Orts gehört. Südöstlich liegt der «Hof», östlich das «Grosshaus» mit denen es im Ortszentrum eine «patrizische Triade» bildet.

## Geschichte
Der Baumeister des Hauses ist unbekannt. Bauherren waren 1621 Caspar Schmidt und seine Ehefrau Margarett Zwicki. Er hatte sich 1607 in Mollis eingekauft, heiratete im selben Jahr und wurde 1618 Landesbaumeister. Das Ehepaar und drei Kinder starben 1629 an der Pest. Erbe war der elfjährige Sohn Caspar, der 1666 der erste Molliser Landammann wurde. Auf dem Erbweg kam das Gebäude 1759 an den Biltener Pfarrer Johann Heinrich Zwicky und 1771 an seine Witwe. Anna Göldi diente von 1768 bis 1774 im Zwickyhaus. Der Arzt Johann Melchior Zwicky wurde Vater ihres zweiten Kindes. Mit seinem Bruder Caspar, der Ratsherr und Fünferrichter war, erbte er 1805 das Haus. Die Familie Zwicky teilte es 1831 in eine westliche sowie eine östliche Hälfte und verkaufte 1859 den ersten Teil an Caspar und 1866 den zweiten Teil an Melchior Winteler. Das Haus kam 1935 an die Familie Gallati, die eine fünfteilige Wappenreihe anbringen liess. Die Wiesgasse im Osten des Hauses wurde 2007 in «Anna-Göldi-Weg» umbenannt.
Die Aussenrenovation von 1931 wurde der «unmittelbare Anlass» zur Gründung der Glarnerischen Vereinigung für Heimatschutz. Eine weitere Renovation erfolgte 1976. Nach dem Abbruch des Abortanbaus wurde 2016 die Westfassade modernisiert. In den Obergeschossen wurden drei Loggien angelegt. Die Dachgeschosse erhielten beidseitig Lukarnen. Zu der Wappenreihe mit den Namen Schmid, Zwicky, Elmer, Schindler und Gallati-Zwicky kamen die Allianzwappen der beiden Erwerberpaare von 2014. Das «Prunkzimmer» im ersten Stock kann als Trauungszimmer genutzt werden.

## Beschreibung
Das viergeschossige, «nachgotische» Gebäude hat ein steiles, geknicktes Satteldach und zwei Dachgeschosse. Die Freitreppe in das erste Obergeschoss blieb erhalten. Der Schlussstein der spätgotischen Türeinfassung zeigt neben der Jahreszahl 1621, die Initialen des Bauherrenpaars «CS» und «MZ» sowie ein Hauszeichen, das auf dem Wappen Schmid basiert. Die Fenster sind zwei- oder dreifach gekoppelt. Die Stube im ersten Obergeschoss hat eine spätgotische Balkendecke, die kleinere im zweiten Obergeschoss «prächtige» Renaissance-Täfer und eine Tür mit Allianzwappen und der Jahreszahl 1623. Kachelöfen stammen aus den Jahren 1761 und 1805. An der Südseite befindet sich ein grosser eingefriedeter Garten.

## Belege
1. 1 2 3 4  Andreas Bräm: Zwickyhaus, Vorderdorfstrasse 59. In: Glarus Nord. Bern 2017. S. 101–103.
2. ↑  KGS-Nummer 02752: Zwickyhaus. Kulturgüterschutzinventar mit Objekten von nationaler Bedeutung (Bundesamt für Bevölkerungsschutz BABS), abgerufen am 6. Januar 2025.
3. ↑  Andreas Bräm: Zwickyhaus, Vorderdorfstrasse 59. In: Glarus Nord. Bern 2017. S. 102.
4. ↑  Zivilstandsamt Glarus: Zwickyhaus Mollis. Abgerufen am 6. Januar 2025.

Koordinaten: 47° 5′ 23,6″ N, 9° 4′ 28,2″ O; CH1903: 724201 / 216725